# 伍竹乡
伍竹乡是中国陕西省商洛市山阳县下辖的一个乡。

## 行政区划
伍竹乡下辖以下行政区：
伍竹园村、土桥村、下河村、东沟村、寨子沟村、下官坊村